# お艶が岩
お艶が岩（おえんがいわ、英: Oenga-iwa）は、群馬県前橋市の敷島公園内の池にある最大径約8メートルの褐赤色の巨石。お艶という娘にまつわる伝説の舞台である。

## 伝説

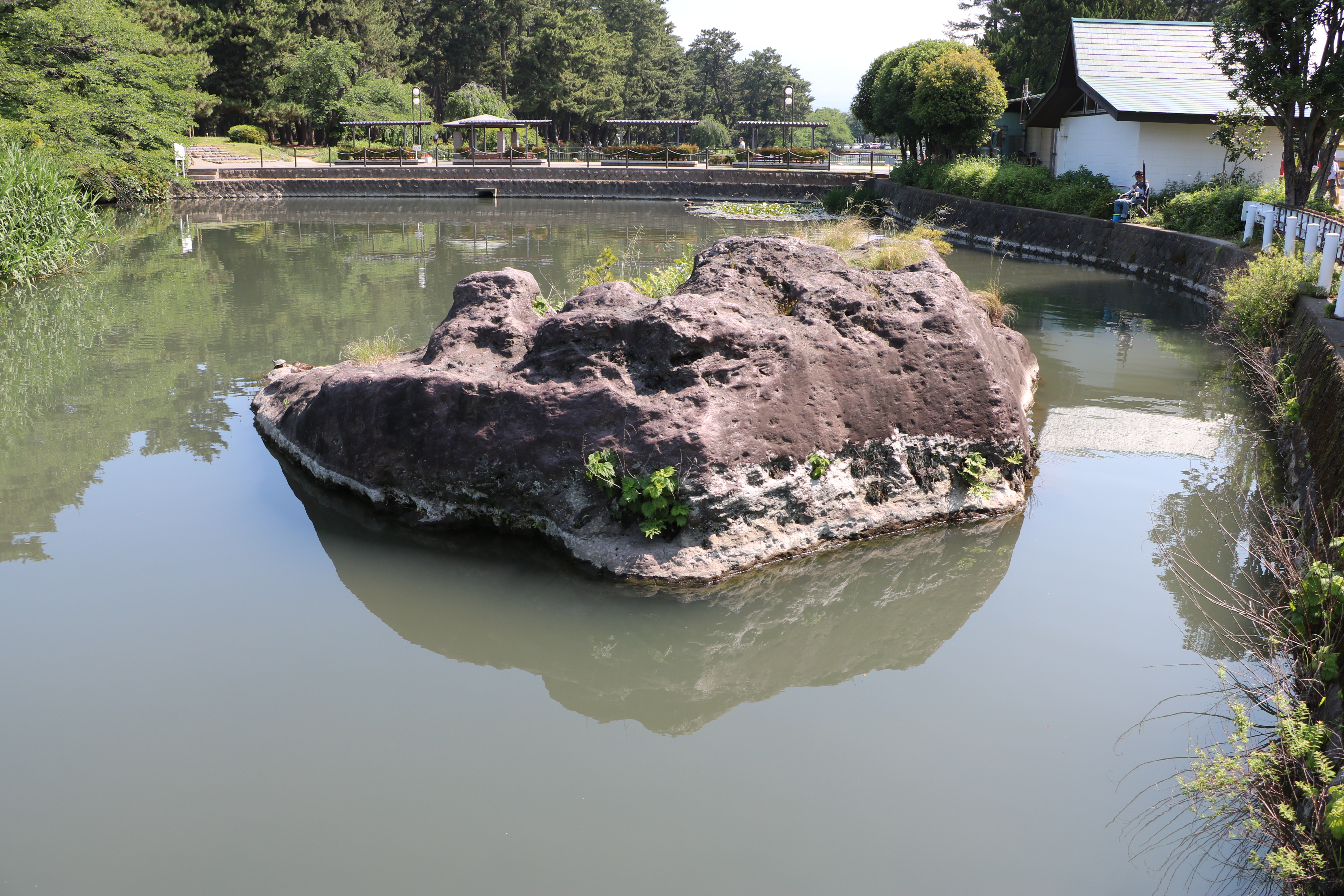
お艶が岩。2018年6月2日撮影。

前橋市を貫流する利根川の流路は時代により変遷がある。今でこそ池にあるお艶が岩も、昔は利根川の流れの西側にあった。そんな昔、利根川の西側の村にお艶という大変美しい娘がいた。お艶が18歳のとき、対岸の村の男と恋におちた。彼女にとって初恋である。ある日お艶は、川を渡り男の住むという村を訪ねた。ところが、いくら探しても男は見つからない。ついに気が狂ったお艶は利根川に面した褐赤色の巨石の上で毎日のように男の名を呼ぶようになるが、最終的にこの岩から利根川に飛び込んで命を絶った。後のお艶が岩である。
これとは少し異なる伝説を記す文献もある。当時は橋などもなく、女性が川を渡るのは大変だろうと対岸の村の男は川を渡ってお艶に逢いに来てくれた。ところが秋風が吹くころ、男は姿を現さなくなった。お艶には川を渡る体力もなく、河原で男が来るのを待つことしかできなかったという。
また別の伝説によると、お艶は淀君の変名であるという。淀君といえば大坂夏の陣（1615年）の際自害したという説が有力であるが、捕らえられて前橋城に連れてこられたという説もある。連れてきたのは総社城主の秋元長朝。淀君は総社城で辛い日々を送る。城主は何とかして淀君を自分のものにすべく努力をするが、思うようにいかない。ついにキレた城主は淀君を蛇攻めの拷問にかけたうえこの岩の下を流れる利根川に沈めてしまった。淀君は世をはかなんでこの岩から利根の流れに身を投げたとする文献もある。以後、この岩の上に淀君の幽霊が現れるようになった。元景寺には淀君の墓とされるものが現存する。「心窓院殿華月芳永大姉」と刻まれた墓石がそれである。墓石には「泰朝の乳母」であるとも記されている。
これとは別に、お艶は淀君ではなく大阪城からもらってきたお縁という女中とする伝説もある（佐藤寅雄による）。